# Université d'Ōita
L'Université d'Ōita (大分大学, Ōita daigaku, couramment abrégée en Bundai, 分大) est une université nationale japonaise, située à Ōita dans la préfecture d'Ōita.

## Histoire
Une première école est créée à Ōita en 1921. En 1949, la fusion de plusieurs écoles aboutis à la création de l'Université d'Ōita. En 2003, l'université de médecine d'Ōita fusionne avec cette université. En 2004, l'université accède au stade d'université nationale.

## Composantes
L'université est structurée en facultés de 1er cycle (学部, gakubu), qui ont la charge des étudiants de 1er cycle universitaire, et en facultés de cycles supérieurs (研究科, kenkyūka), qui ont la charge des étudiants de 2e et 3e cycle universitaire.

### Facultés de1ercycle
L'université compte 4 facultés de 1er cycle (学部, gakubu).
- Économie
- Médecine
- Ingénierie
- Éducation et carrières sociales

### Facultés de cycles supérieur
L'université compte 5 facultés de cycles supérieurs (研究科, kenkyūka).
- Économie
- Médecine
- Ingénierie
- Éducation
- Administration de services sociaux